# Куземьярово
Куземьярово — село в Бардымском районе Пермского края на реке Большая Амзя. Входит в состав Березниковского сельского поселения. Находится примерно в 11 км к северу от центра села Барда.

## Население
По результатам переписи 2010 года численность населения составила 433 человека, в том числе 208 мужчин и 225 женщин.
В 2005 году численность населения составляла 588 человек.
В 1926 году в селе проживало 1187 башкир и 5 русских.